# Olneya tesota
Olneya és un gènere monotípic de plantes fanerògames pertanyent a la família Fabaceae. La seva única espècie, Olneya tesota, és nativa de Mèxic. Posseeix flors de color blanc a rosa. Es distribueix, a Mèxic, en els estats de Sonora, Sinaloa i la Península de Baixa Califòrnia. Als Estats Units, al sud de Califòrnia i Arizona. La seva fusta s'utilitza a Mèxic per a l'elaboració de les apreciades artesanies de palo fierro.

## Etimologia
El gènere deu el seu nom a Stephen Thayer Olney (1812-1878), més conegut pels seus treballs sobre el gènere Càrex.

## Galeria

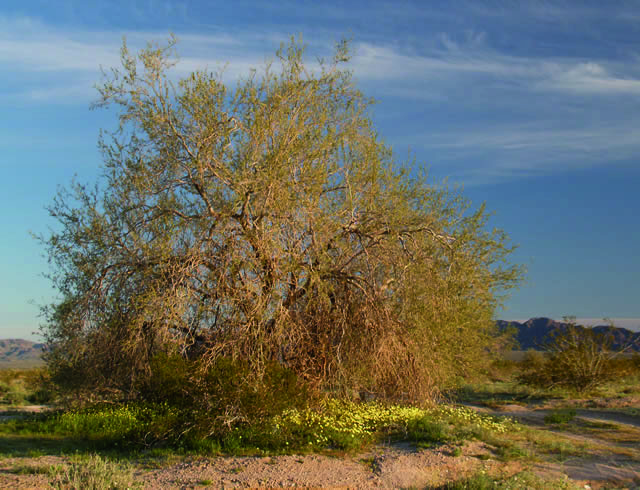
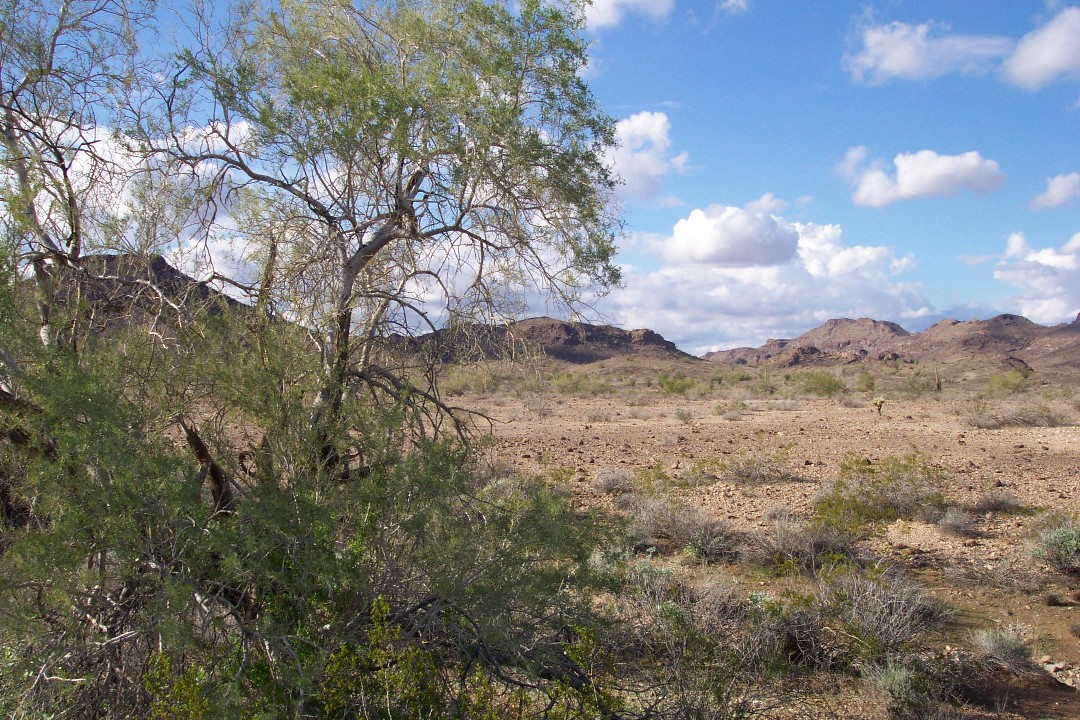

## Estat de conservació
Actualment, a Mèxic és considerada a la categoria d'Espècie Subjecta a Protecció Especial per SEMARNAT NOM 059.

## Noms comuns
- Palo de hierro, palo fierro, tesota, tésota, uña de gato, árbol de hierro, árbol del hierro (en castellà).
- Desert ironwood, ironwood (en anglès).[1]